# Teleficción
Teleficción es un disco de la agrupación experimenta con géneros más Afro venezolanos como la salsa y música caribeña como ska, reggae, entre otros, con todas estas mezclas más la música tradicional venezolana y con un toque de rap.

## Lista de canciones
| N.º | Título                     | Duración |  |
| 1.  | «Tú Crees»                 | 3:46     |  |
| 2.  | «Dame Uno con Todo»        | 3:35     |  |
| 3.  | «El Niño de Hoy en Día»    | 5:10     |  |
| 4.  | «Malecón»                  | 3:01     |  |
| 5.  | «Sonando los Cueros»       | 2:50     |  |
| 6.  | «La Televisión»            | 3:23     |  |
| 7.  | «La Computadora»           | 2:41     |  |
| 8.  | «No Me Callo»              | 3:17     |  |
| 9.  | «Creo»                     | 3:38     |  |
| 10. | «Pendiente»                | 4:32     |  |
| 11. | «Mira»                     | 6:20     |  |
| 12. | «Dime si me puedes querer» | 3:35     |  |
| 13. | «Cuidao' con el Diablo»    | 4:41     |  |
| 14. | «Lo único que necesito»    | 2:46     |  |
| 15. | «San Ferdam»               | 5:04     |  |
| 16. | «La Ñapa»                  | 4:35     |  |

## Gira nacional
Dame Pa' Matala y la emblemática Orquesta Aragón, de Cuba, se presentaron por primera vez el lunes 23 de junio de 2009 en la ciudad de Barinas, como parte de la Misión Cultura Corazón Adentro impulsada por el gobierno nacional y siendo así la primera fecha de la gira nacional del grupo.
La gira también estuvo presente en Valencia (25 de junio), Maracay (26 de junio) y Caracas (28 de junio). En Valencia la cita fue en la sede de la UNEFA de la Isabelica donde también participó el trovador venezolano, José Alejandro Delgado. La presentación de Maracay se llevó a cabo también en una sede de la UNEFA, esta vez en la de Tapa Tapa. La última fecha se llevó a cabo junto con la Siembra del Cantor en la parroquia del 23 de Enero. Todos los conciertos fueron gratuitos.

## Gira en E.U.A.
Dame Pa' Matala ha sido invitado a consolidar lazos culturales haciendo un recorrido por distintas ciudades de Estados Unidos con su gira denominada Teleficción 2009.
En Chicago la agrupación musical compartió espacios con otras agrupaciones como Rebel.Díaz de Puerto Rico y Chile, y Mohammed P.R. de Palestina. La Gira incluyó a las ciudades de Chicago, San Francisco, Nueva York y Boston comenzando el 21 de septiembre y culminando el 7 de octubre de 2009.
- Datos: Q6140484